# Dipartimenti del Gabon

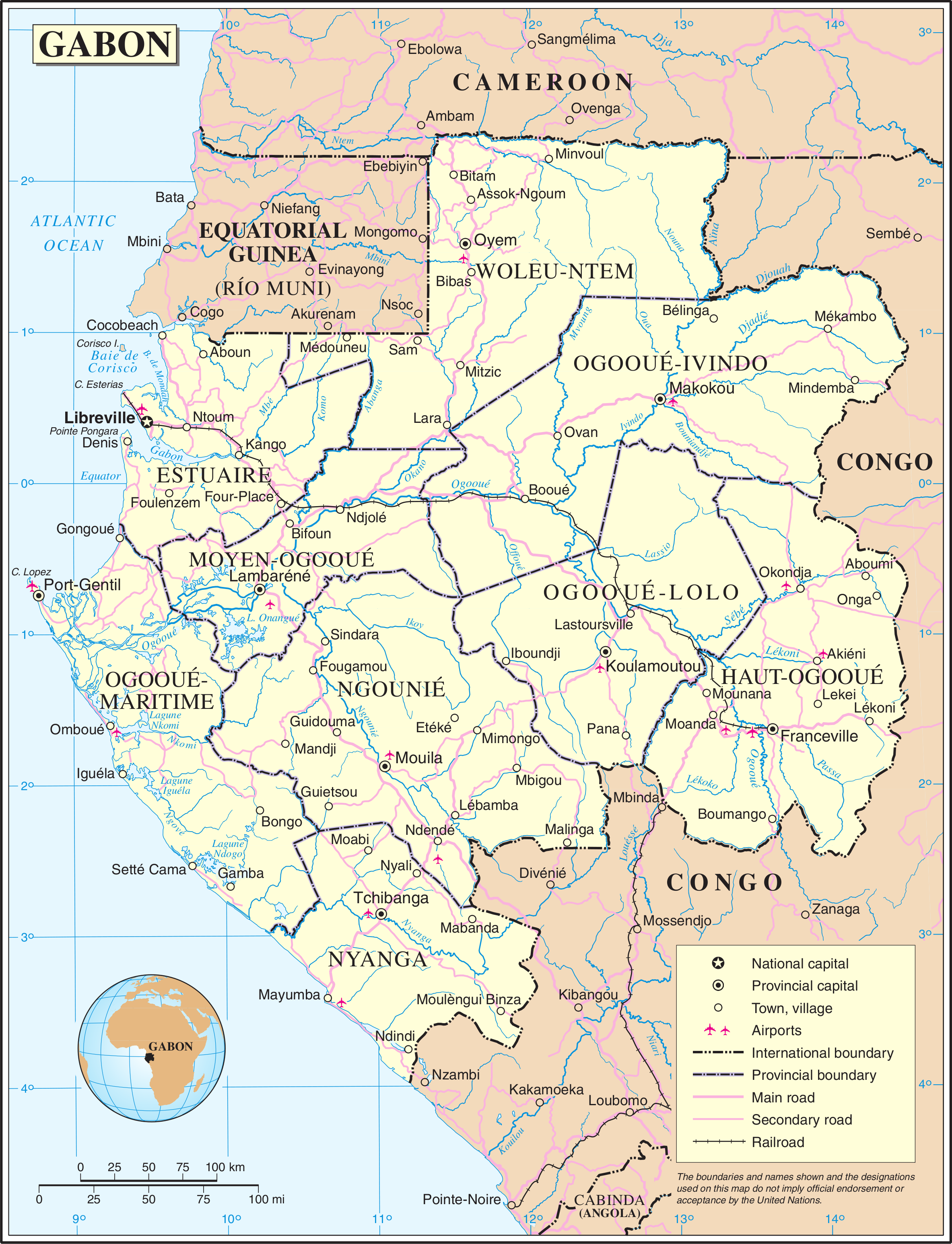
Mappa del Gabon

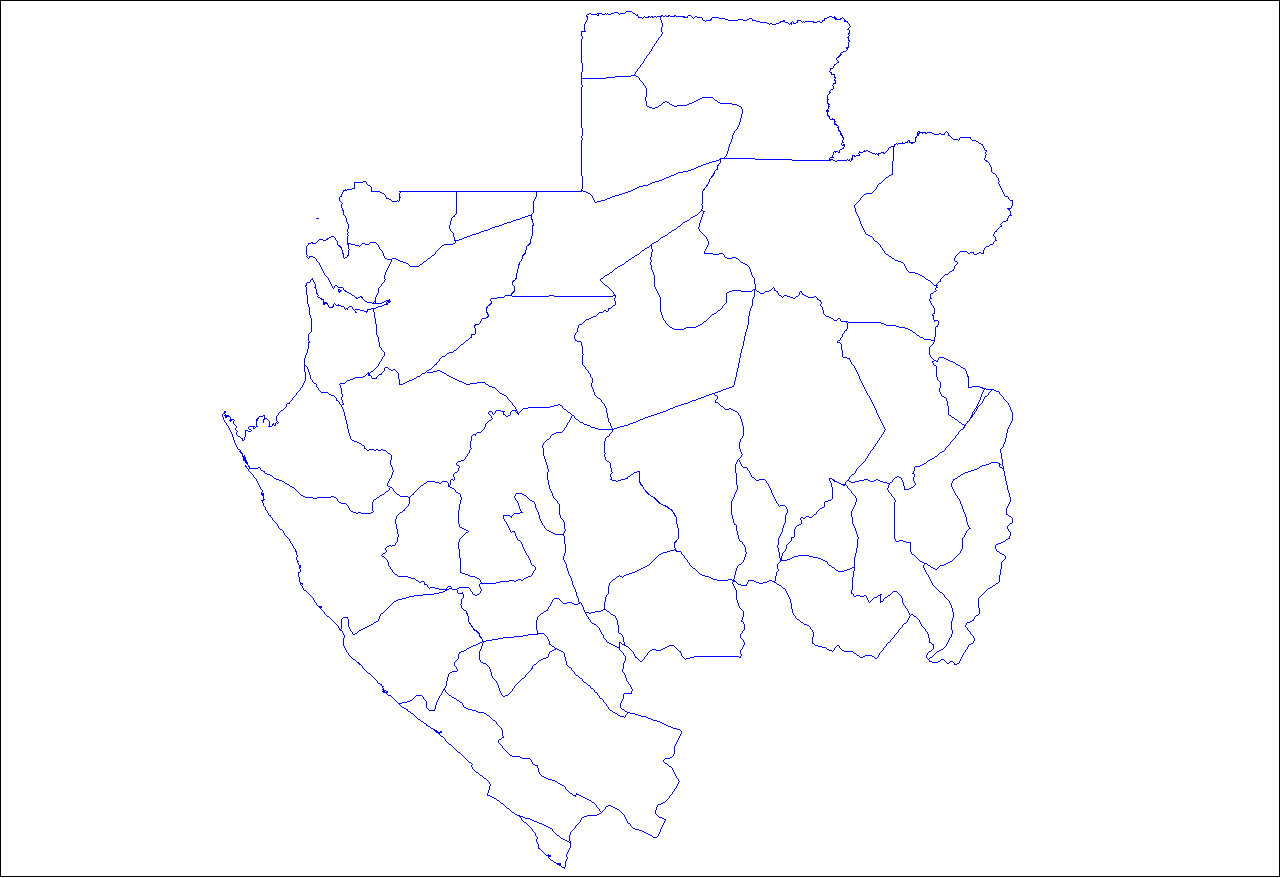
I dipartimenti in cui è suddiviso il Gabon

I dipartimenti del Gabon costituiscono la suddivisione territoriale di secondo livello del Paese, dopo le province, e ammontano a 47; ad essi sono equiordinati 2 comuni, Libreville (nell'Estuaire) e Franceville (nell'Haut-Ogooué).

## Lista

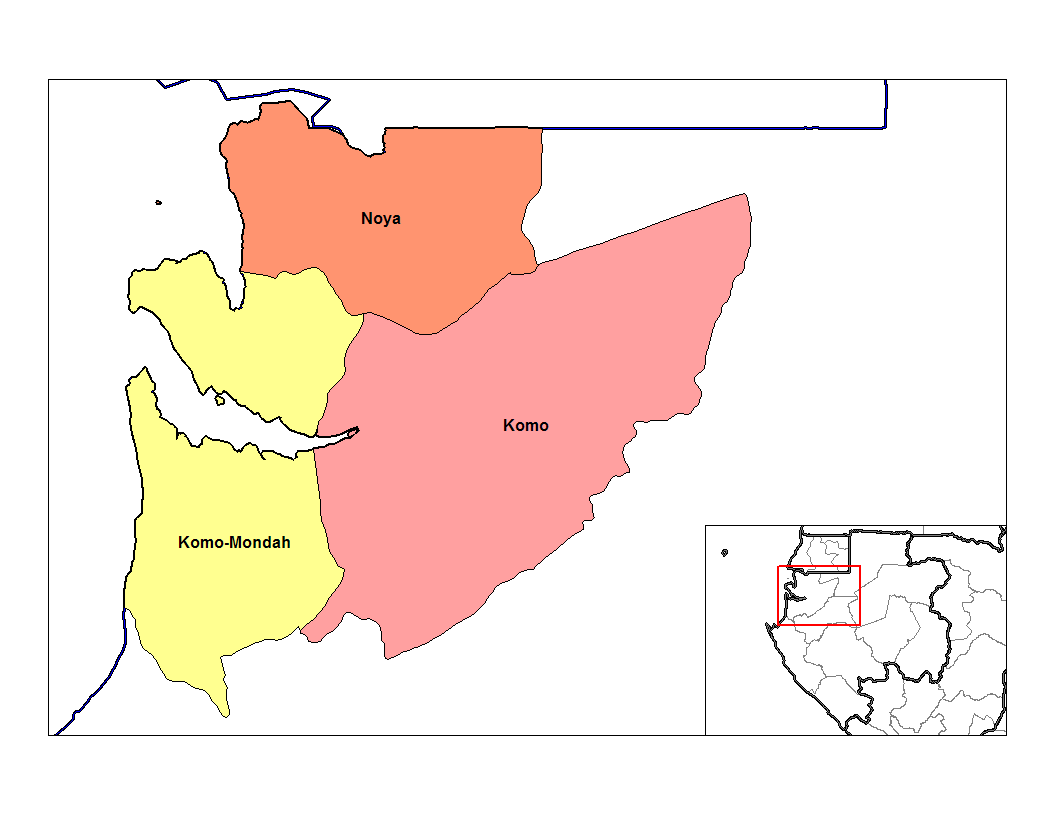
Dipartimenti della provincia di Estuaire

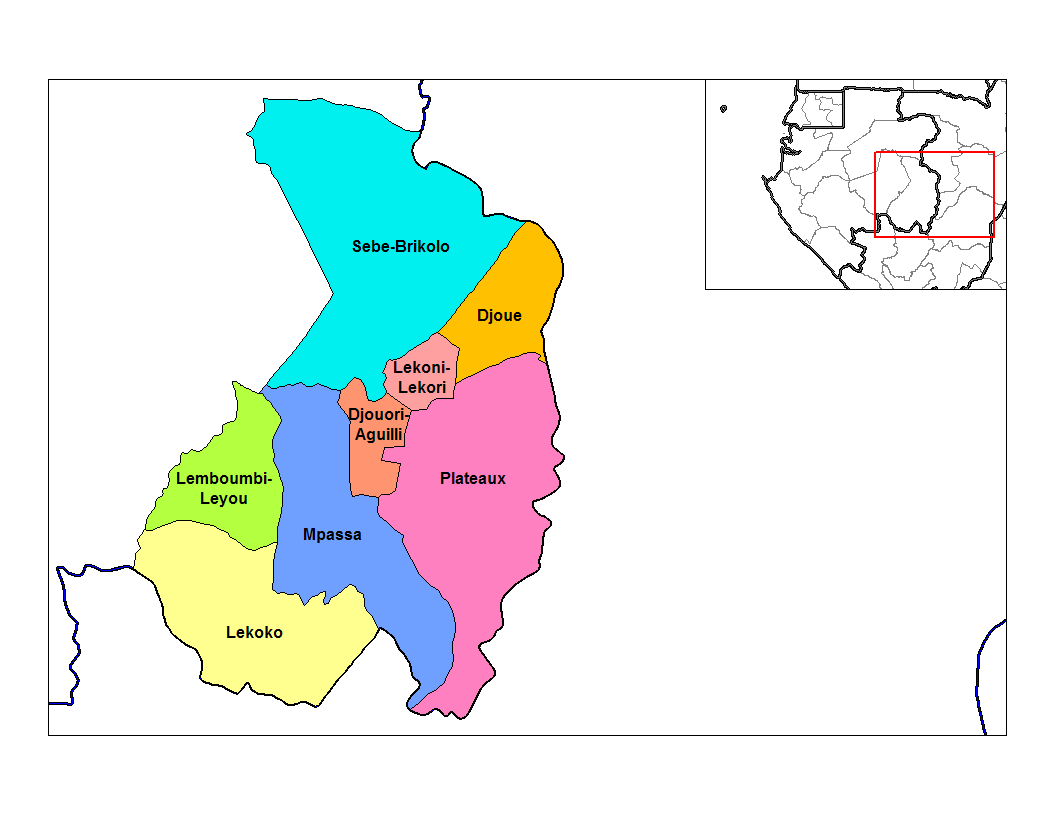
Dipartimenti della provincia di Haut-Ogooué

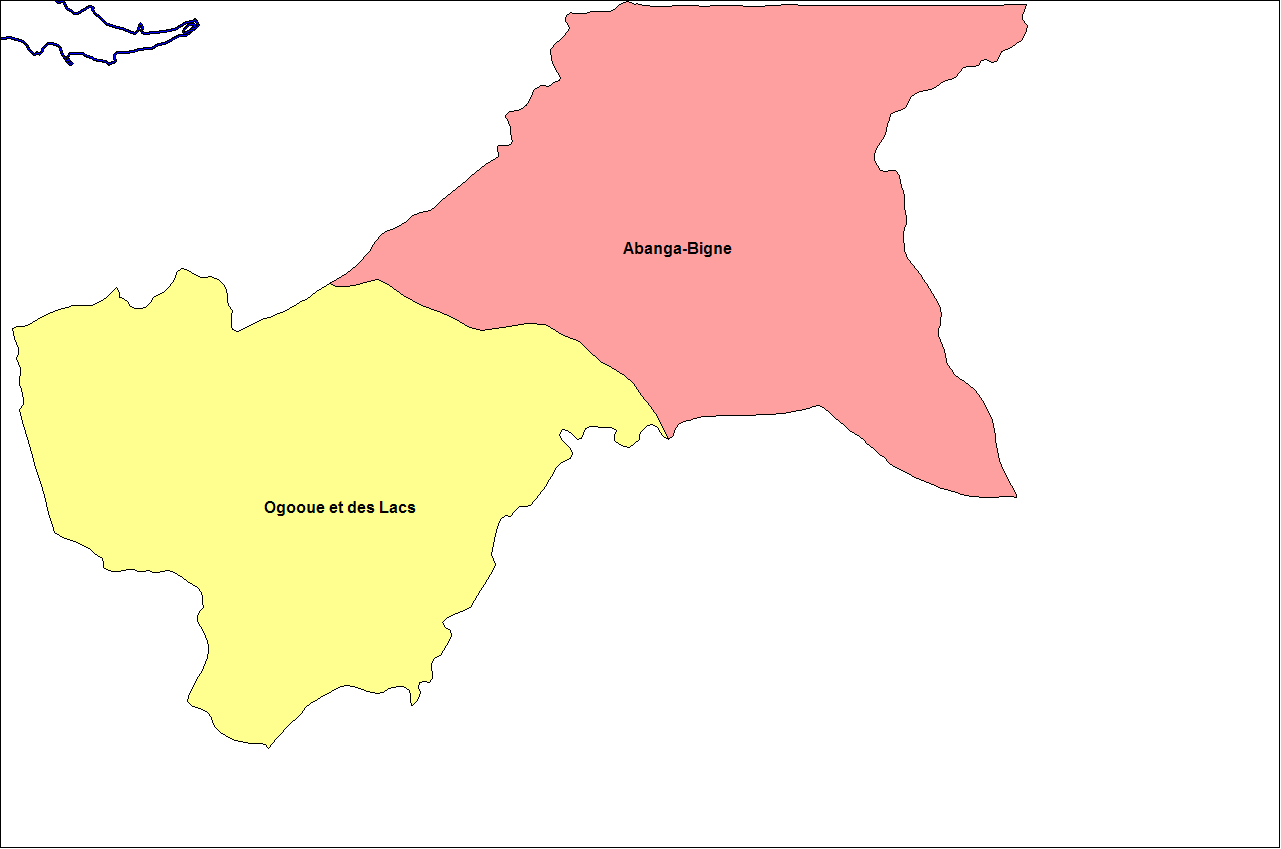
Dipartimenti della provincia di Moyen-Ogooué

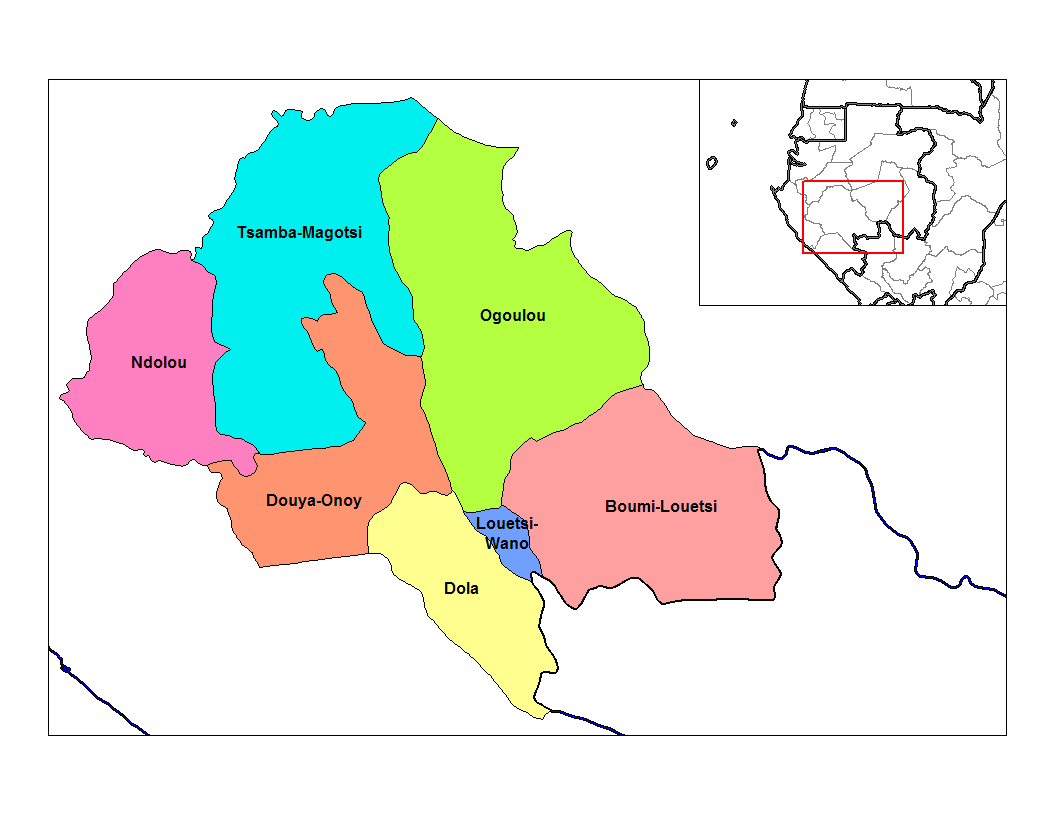
Dipartimenti della provincia di Ngounié

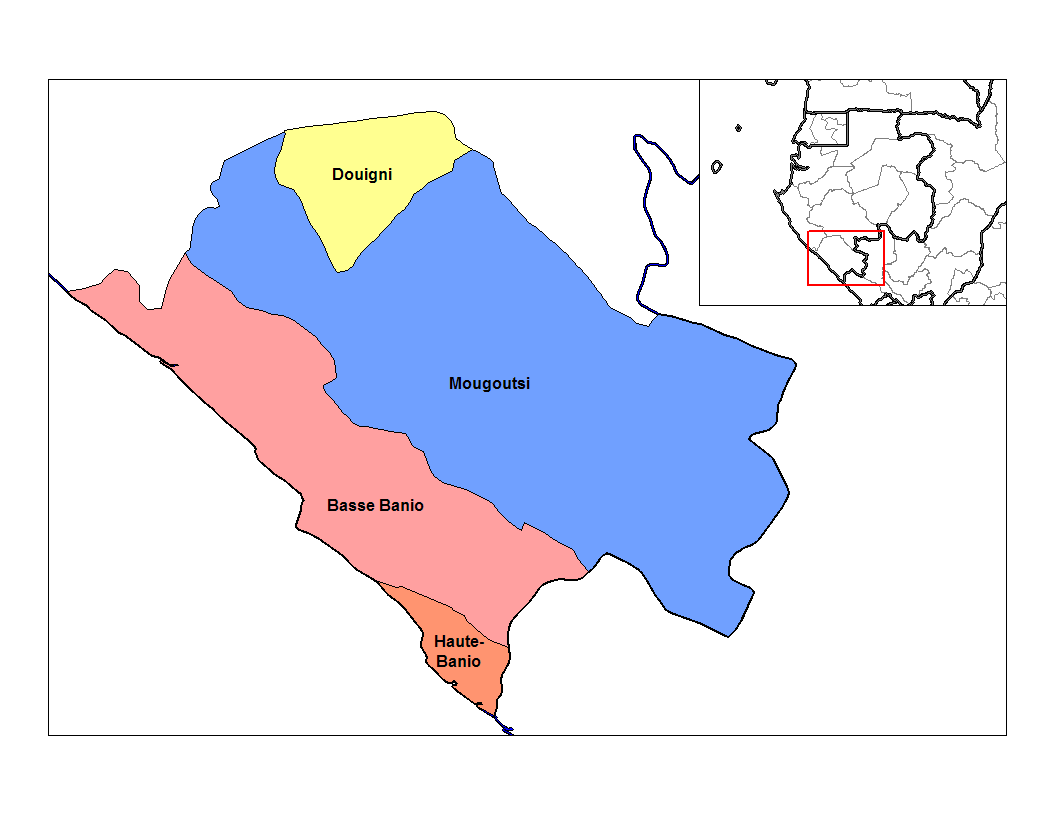
Dipartimenti della provincia di Nyanga

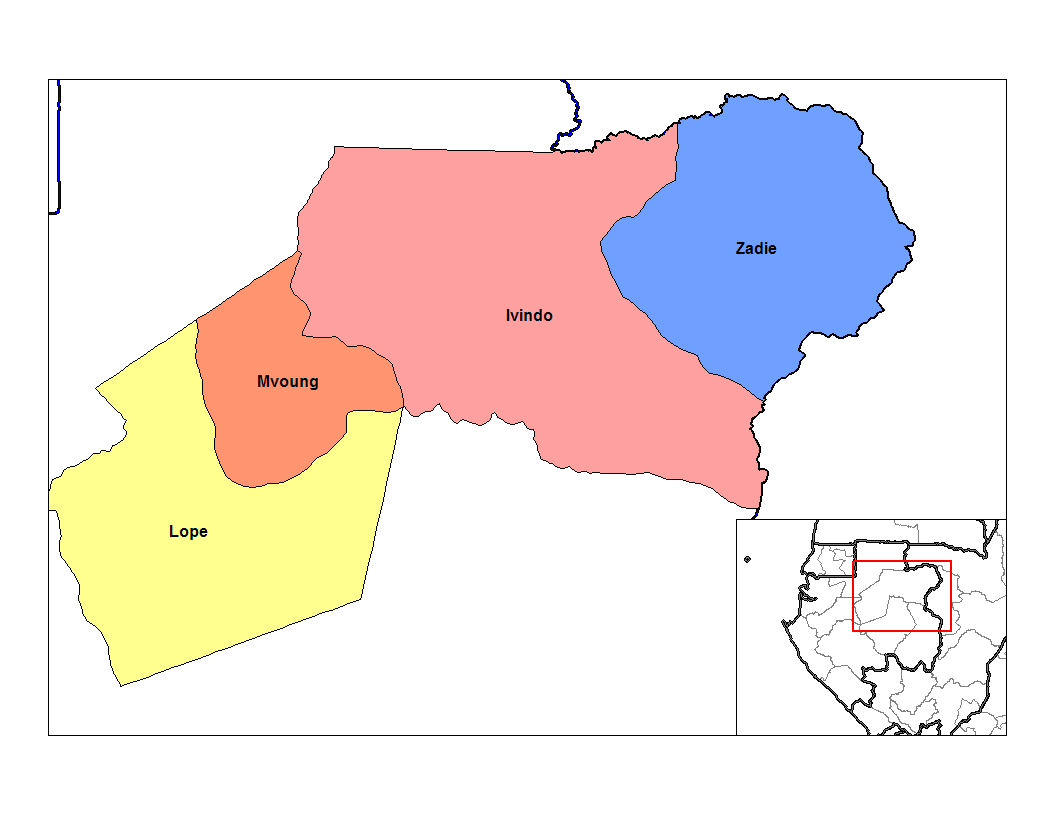
Dipartimenti della provincia di Ogooué-Ivindo

Dipartimenti della provincia di Ogooué-Lolo

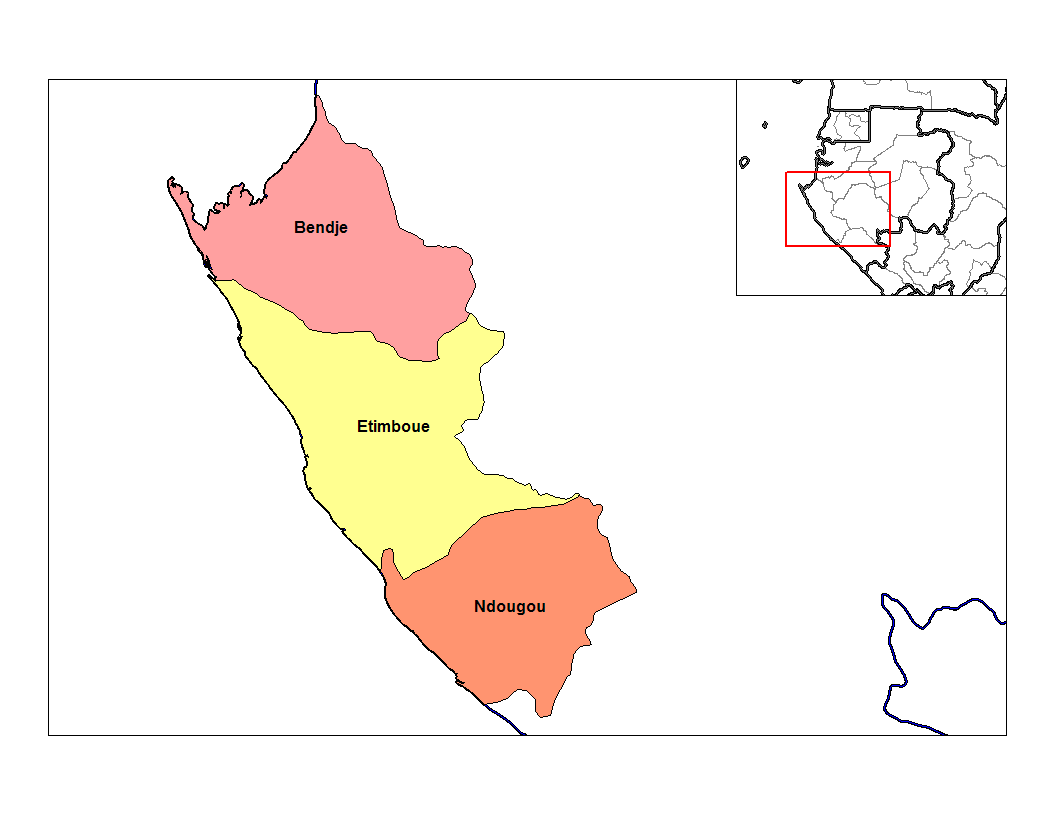
Dipartimenti della provincia di Ogooué-Maritime

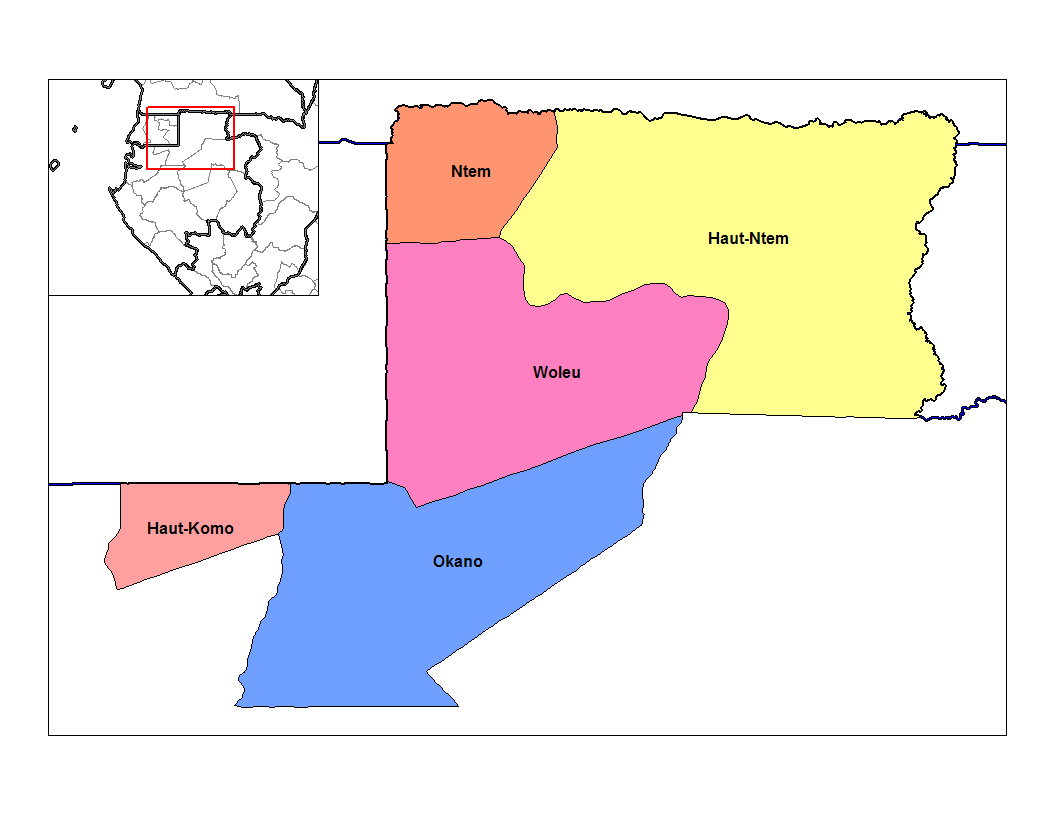
Dipartimenti della provincia di Woleu-Ntem

Estuaire
| Dipartimento | Capoluogo |
| ------------ | --------- |
| Komo         | Kango     |
| Komo-Mondah  | Ntoum     |
| Noya         | Cocobeach |

Haut-Ogooué
| Dipartimento   | Capoluogo     |
| -------------- | ------------- |
| Bayi-Brikolo   | Aboumi        |
| Djoué          | Onga          |
| Djouori-Agnili | Bongoville    |
| Lébombi-Léyou  | Moanda        |
| Lékabi-Léwolo  | Ngouoni       |
| Lekoni-Lekori  | Akieni        |
| Lékoko         | Bakoumba      |
| Mpassa         | Franceville   |
| Ogooué-Létili  | Boumango city |
| Plateaux       | Leconi        |
| Sébé-Brikolo   | Okondja       |

Moyen-Ogooué
| Dipartimento       | Capoluogo |
| ------------------ | --------- |
| Abanga-Bigné       | Ndjole    |
| Ogooué et des Lacs | Lambaréné |

Ngounié
| Dipartimento   | Capoluogo |
| -------------- | --------- |
| Boumi-Louétsi  | Mbigou    |
| Dola           | Ndende    |
| Douya-Onoye    | Mouila    |
| Louétsi-Bibaka | Malinga   |
| Louétsi-Wano   | Lebamba   |
| Mougalaba      | Guietsou  |
| Ndolou         | Mandji    |
| Ogoulou        | Mimongo   |
| Tsamba-Magotsi | Fougamou  |

Nyanga
| Dipartimento | Capoluogo |
| ------------ | --------- |
| Basse-Banio  | Mayumba   |
| Douigny      | Moabi     |
| Doutsila     | Mabanda   |
| Haute-Banio  | Minvoul   |
| Mongo        | Binza     |
| Mougoutsi    | Tchibanga |

Ogooué-Ivindo
| Dipartimento | Capoluogo |
| ------------ | --------- |
| Ivindo       | Makokou   |
| Lopé         | Booue     |
| Mvoung       | Ovan      |
| Zadié        | Mékambo   |

Ogooué-Lolo
| Dipartimento     | Capoluogo     |
| ---------------- | ------------- |
| Lolo-Bouénguidi  | Koulamoutou   |
| Lombo-Bouénguidi | Pana          |
| Mulundu          | Lastoursville |
| Offoué-Onoye     | Iboundji      |

Ogooué-Maritime
| Dipartimento | Capoluogo   |
| ------------ | ----------- |
| Bendje       | Port-Gentil |
| Etimboue     | Omboue      |
| Ndougou      | Gamba       |

Woleu-Ntem
| Dipartimento | Capoluogo |
| ------------ | --------- |
| Haut-Komo    | Ndindi    |
| Haut-Ntem    | Medouneu  |
| Ntem         | Bitam     |
| Okano        | Mitzic    |
| Woleu        | Oyem      |